# Weltvogelpark Walsrode
Weltvogelpark Walsrode – największy park ornitologiczny na świecie. Leży w Pustaci Lüneburskiej na terenie gminy  Bomlitz koło Walsrode, w kraju związkowym Dolna Saksonia w Niemczech. Na powierzchni 24 hektarów żyje ponad 4000 ptaków pochodzących z około 650 gatunków, co czyni go jednym z najbardziej zróżnicowanych ogrodów zoologicznych na świecie. Okazy dostępne w parku pochodzą ze wszystkich kontynentów i z każdej strefy klimatycznej. W roku 2012 Weltvogelpark Walsrode obchodził 50-lecie swego istnienia.
Na terenie parku jest dostępna pomoc opiekunów ptasich gromad, którzy dzielą się wiedzą na temat ptaków. Można też tam znaleźć setki drzew, krzewów i kwiatów, m.in. rododendrony, róże i dalie.
Niektóre ptaki są oswojone i nie boją się obecności człowieka.

## Historia
Park został założony w 1962 roku przez przedsiębiorcę Fritza Geschke jako prywatna hodowla bażantów i ptactwa wodnego. Wkrótce przekazał zarządzanie parkiem swej córce oraz jej mężowi Wolfowi W. Brehmowi, którzy wkrótce go rozbudowali.

## Galeria

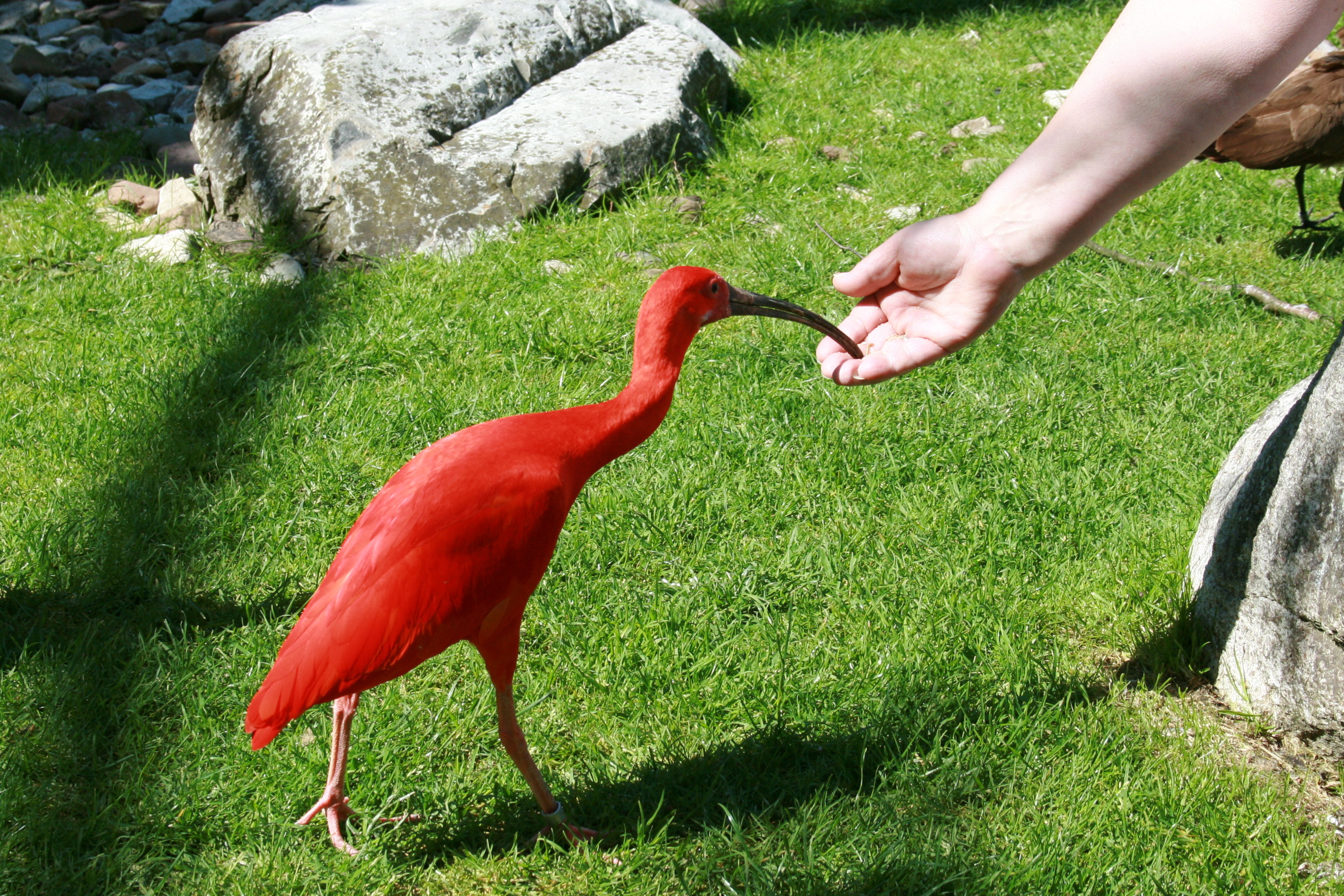
Ibis szkarłatny (Eudocimus ruber)
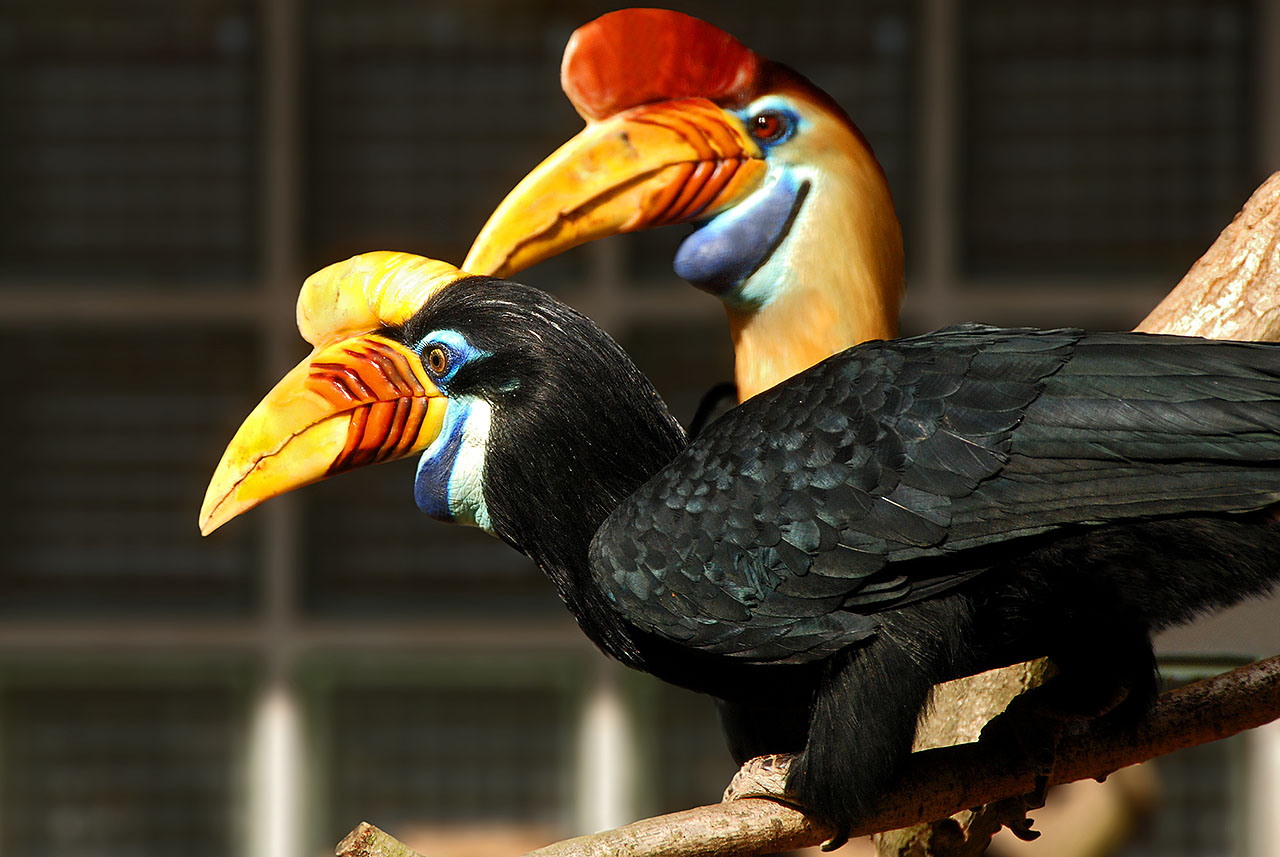
Parka dzioborożców hełmiastych(inne języki) (Aceros cassidix)
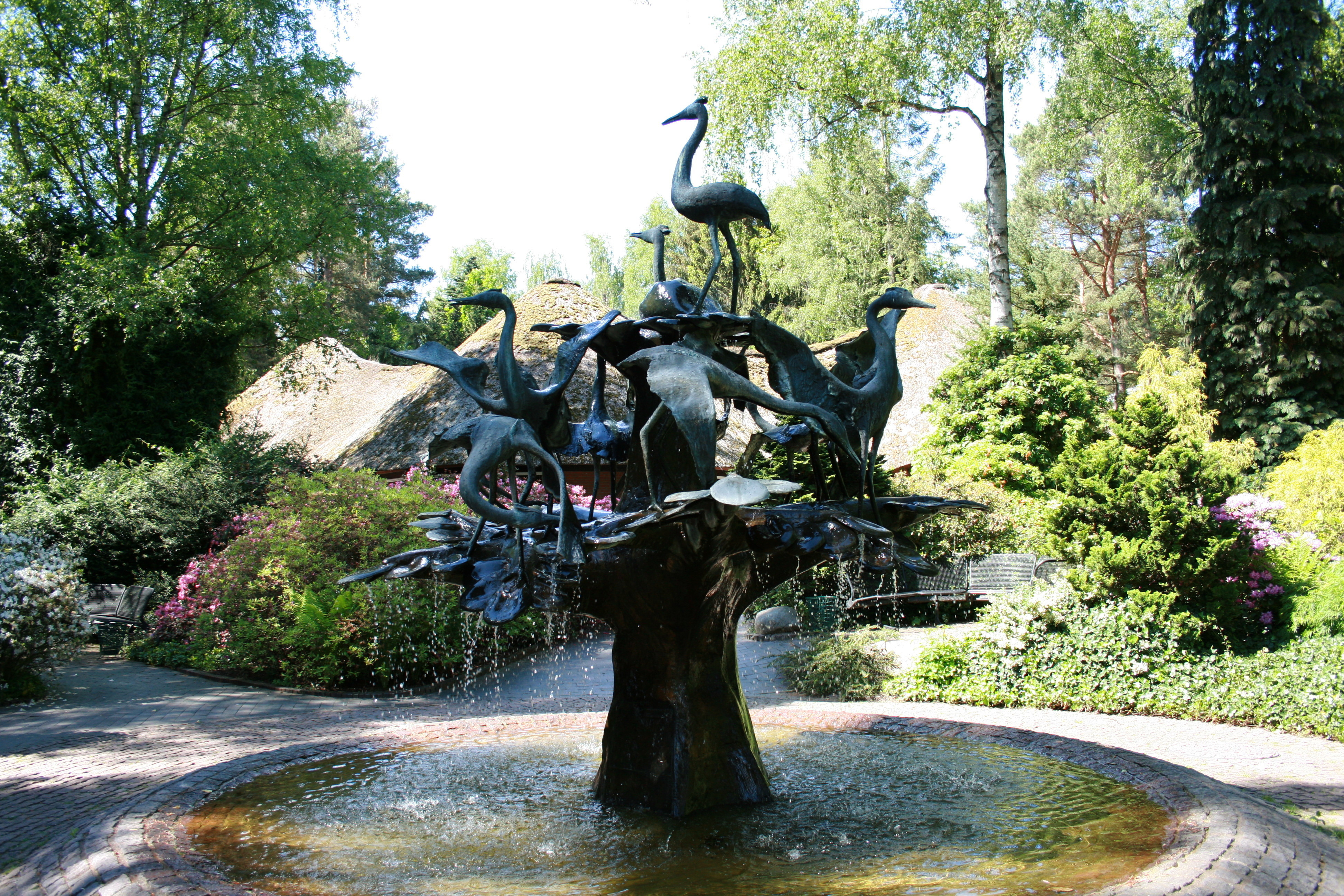
Vogelpark Walsrode